# Glas 1004
Der Glas 1004 ist ein Pkw-Modell der unteren Mittelklasse der Hans Glas GmbH in Dingolfing, dem die Modelle Glas 1204 und Glas 1304 folgten. Die Fahrzeuge nahmen durch die erstmalige Verwendung eines in Serie hergestellten Motors mit Zahnriemen zum Antrieb der Nockenwelle wie auch durch ihre Formgebung eine besondere Stellung im damaligen Automobilbau ein.

## Prototyp
1960 entstand in der Glas-Versuchswerkstatt ein Motor mit einem ungewöhnlichen Nockenwellenantrieb. Der ehemalige BMW-Konstrukteur Leonhard Ischinger entwarf einen Reihenvierzylinder mit obenliegender Nockenwelle, die mit einem damals neuartigen Zahnriemen angetrieben wurde. Der 1,0-Liter-Motor leistete 31 kW (42 PS) bei einer Drehzahl von 4800/min. Im folgenden Jahr entstand eine Coupékarosserie auf der um 10 cm verlängerten Bodengruppe des Glas Isar. Der neue Wagen wurde als Glas S 1004 im September 1961 auf der IAA vorgestellt.

## S 1004

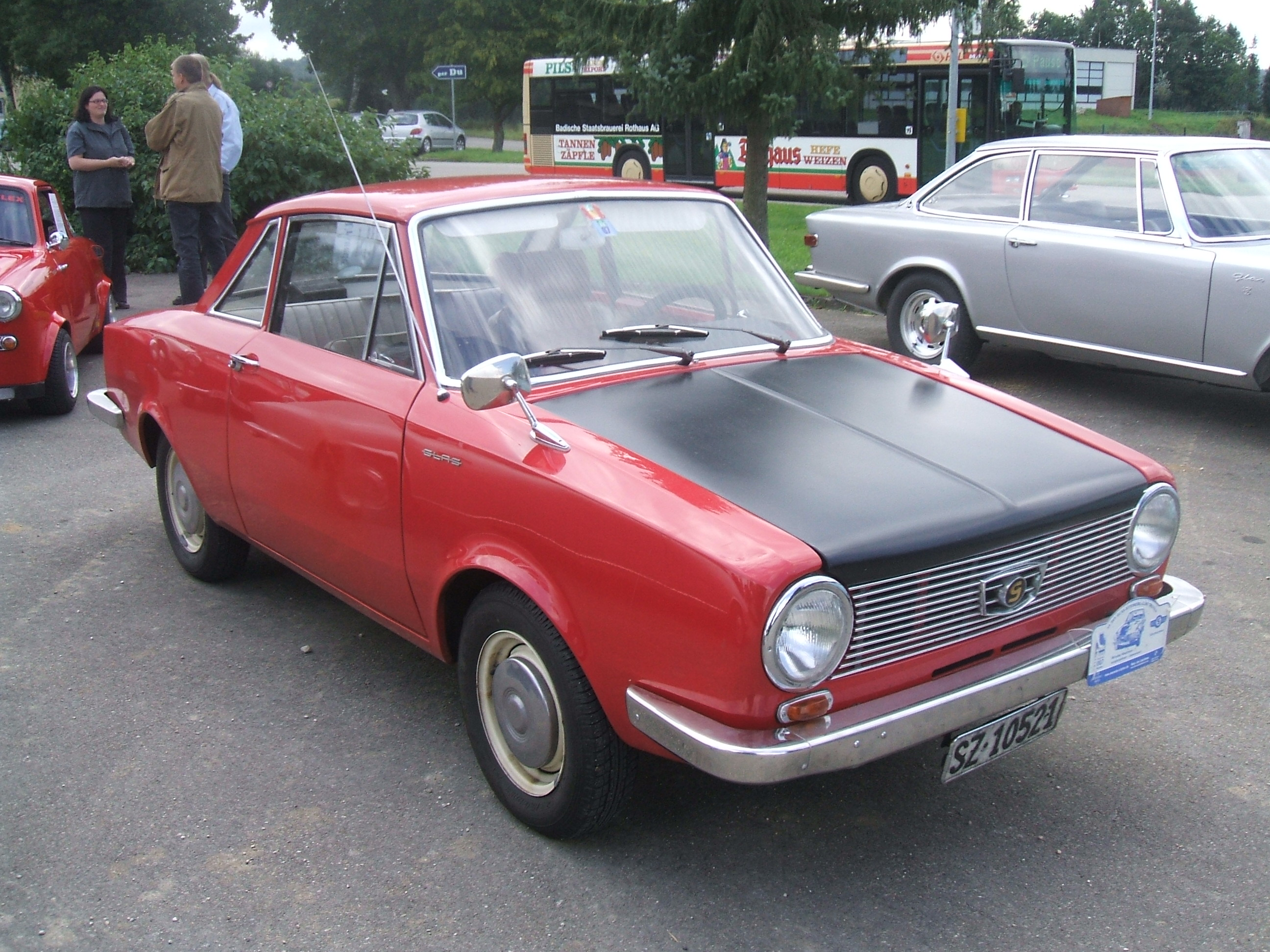
Glas 1004 S Coupé

Im August 1962 wurden die ersten Serienwagen ausgeliefert. Der wassergekühlte 992-cm³-Motor (Bohrung und Hub 72 × 61 mm) war auf 31 kW (42 PS) bei 4800/min gedrosselt worden, um seine Zuverlässigkeit zu erhöhen. Das maximale Drehmoment betrug 7 mkp (69 Nm) bei 2500/min. An den Motor angeblockt war ein vollsynchroniertes Vierganggetriebe, von dem aus eine Kardanwelle die Kraft zur Hinterachse übertrug.
Der S 1004 hatte eine selbsttragende Ganzstahlkarosserie mit einer durch kastenförmige Längsträger verstärkten Bodengruppe. Die Räder (Reifengröße 5.20-13) waren vorn an unteren Quer- und oberen Längslenkern mit Schraubenfedern und zusätzlichen „Gummi-Luft-Hohlfedern“ aufgehängt, hinten an einer Starrachse mit längs liegenden Dreiblattfedern und ebenfalls zusätzlichen „Gummi-Luft-Hohlfedern“. Die hydraulisch betätigte Bremse wirkte auf Trommeln an allen vier Rädern (Bremstrommeldurchmesser 230 mm, Bremsfläche 488 cm²), die Handbremse mechanisch über einen Seilzug auf die Hinterräder. Die Lenkung arbeitete mit Schnecke und Rolle und ungleich langen Spurstangen.
Das Coupé mit der laut Werbung „überzeugend einfachen Linienführung“ kostete zunächst 5.595 DM. Ein Cabriolet zum Preis von 6.200 DM war ab Januar 1963 lieferbar. Im Sommer 1963 stieg der Preis auf 5.865 DM für das Coupé und 6.500 DM für das Cabriolet. Für die inzwischen lieferbaren Scheibenbremsen war ein Aufpreis von 195 DM zu zahlen.
Die Presse lobte das 2+2-sitzige Coupé, das erste Serienautomobil der Welt mit zahnriemengetriebener Nockenwelle, bemängelte aber die geringe Verzögerung der serienmäßigen Trommelbremsen und eine Neigung zu Nickschwingungen beim Beschleunigen und Bremsen wegen des kurzen Radstandes. Als lästig stellten zeitgenössische Tester das wie beim Glas Isar „verkehrte“ Schaltschema und eine schwergängige Kupplung heraus.

## 1204 / S 1204

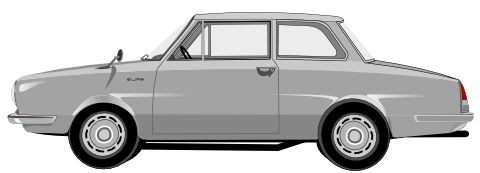
Glas 1204 TS

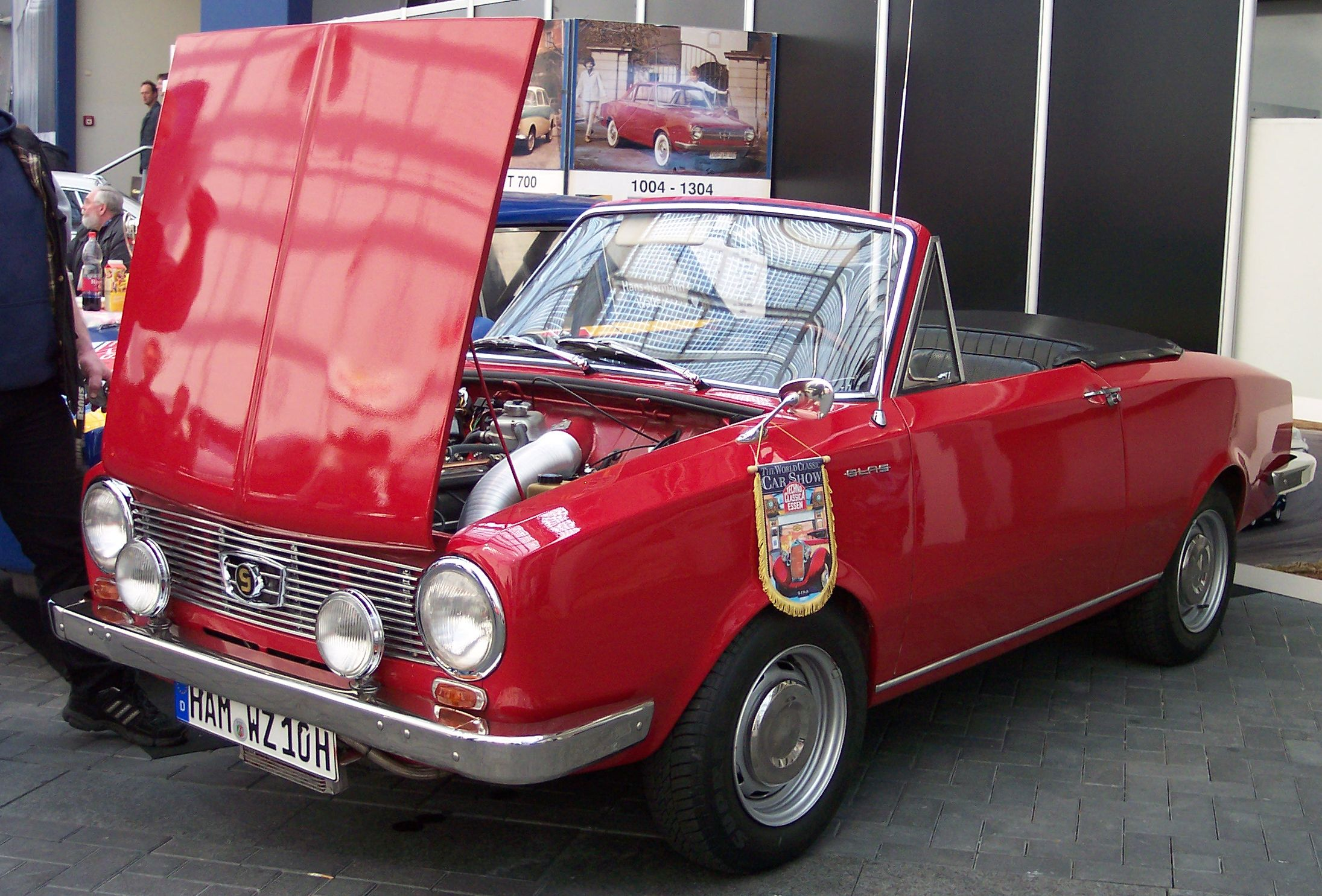
Glas 1204 TS Cabrio

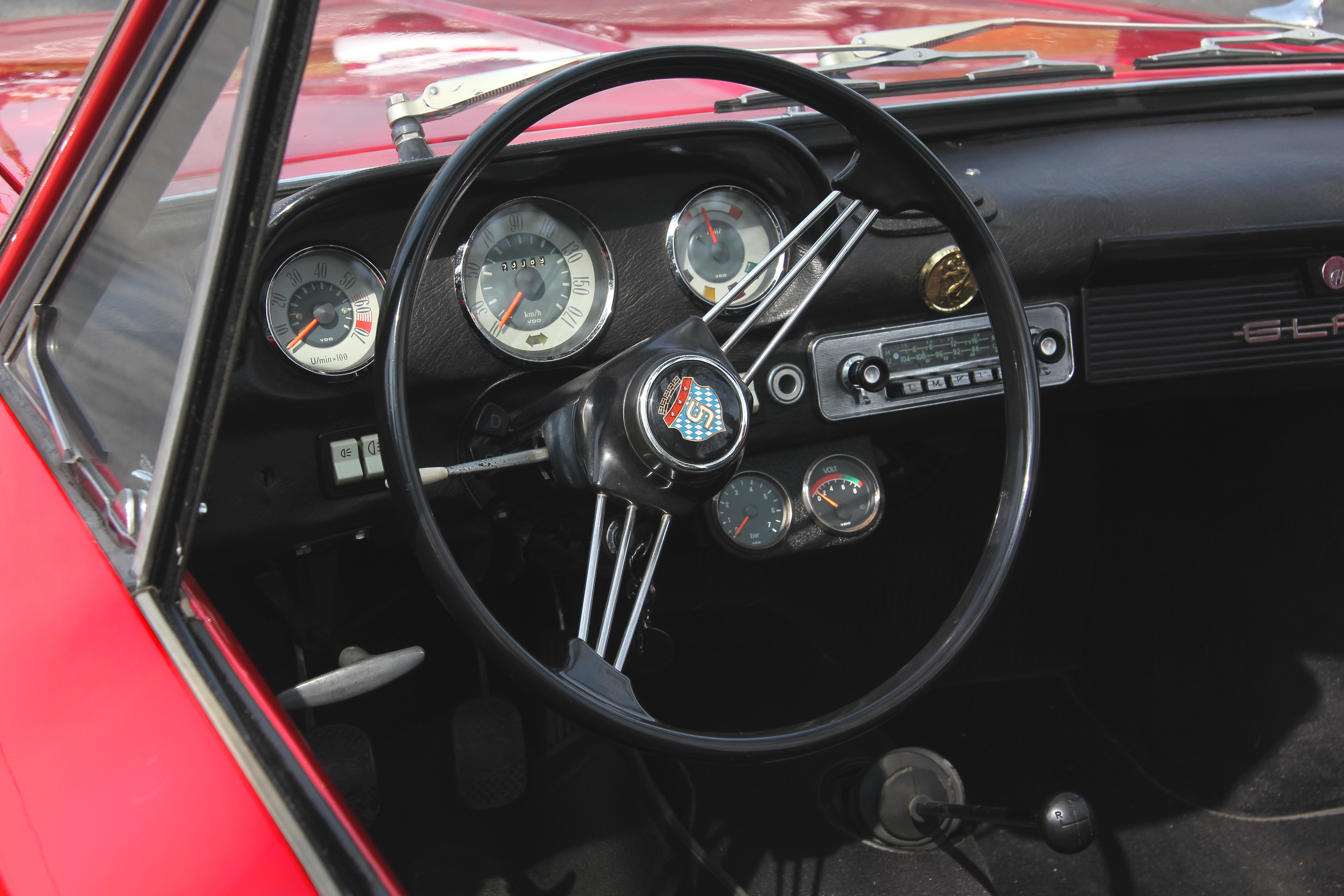
Armaturenbrett Glas 1204

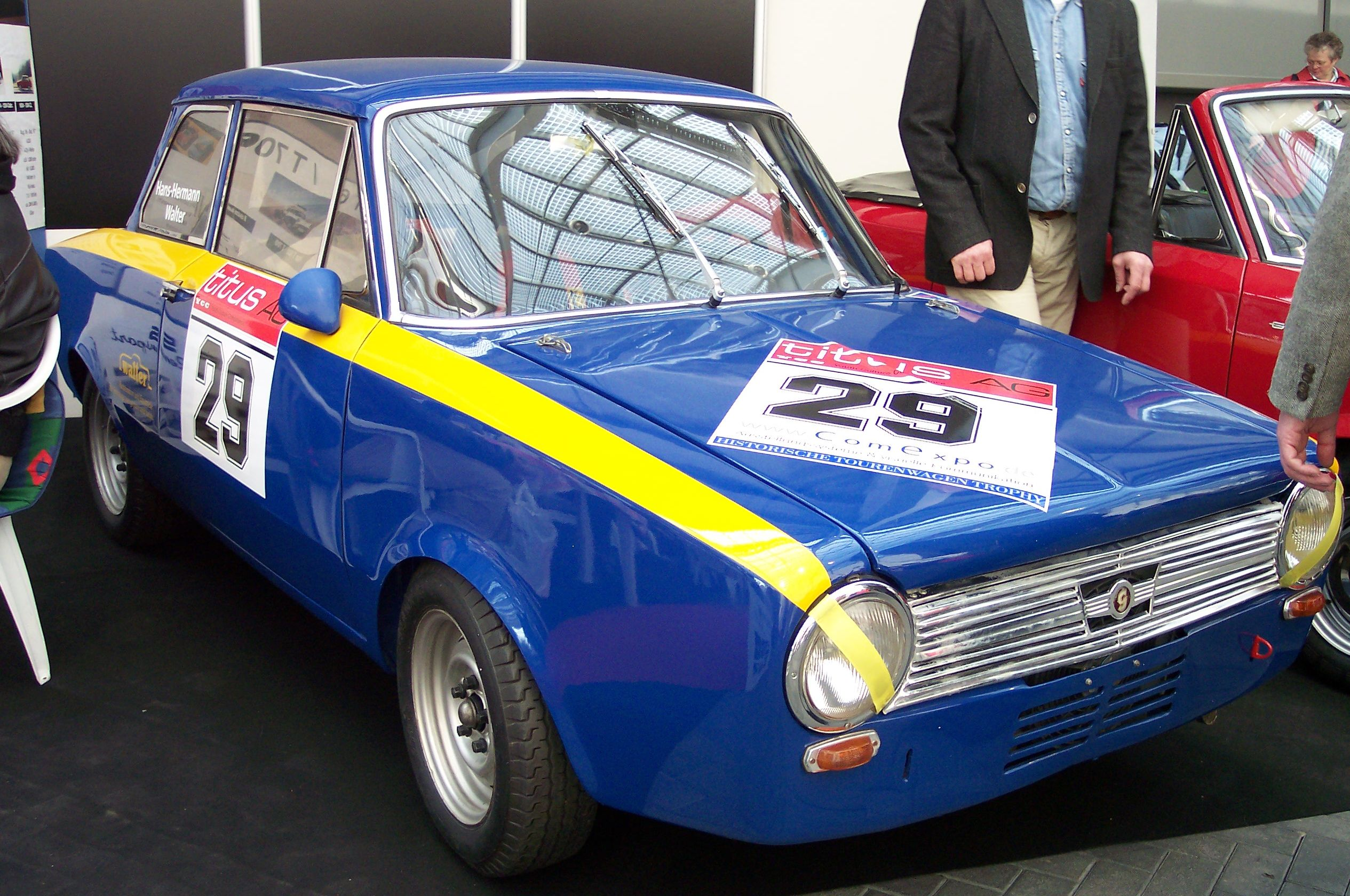
Glas 1204 TS

Bald stellte sich heraus, dass die Mittelklasse-Kundschaft einen Wagen mit vier vollwertigen Sitzplätzen erwartete. So erweiterte man das Coupé zur zweitürigen Limousine. Um die Fahrleistungen trotz des höheren Gewichts nicht abfallen zu lassen, wurde der Motor durch eine Kurbelwelle mit geändertem Hub (73 mm) auf 1189 cm³ vergrößert. Im Januar 1963 präsentierte Glas die neue Limousine mit 39 kW (53 PS) und schob gleich Coupé und Cabriolet mit dem größeren Motor nach.

## 1004 TS / 1204 TS
Ab November 1963 wurden stärkere Versionen der beiden Motoren angeboten. Der 1,0-Liter-Motor hatte nun 992 cm³ und leistete 63 PS (46 kW); der 1,2-Liter-Motor 51 kW (70 PS) bei 5750/min; maximales Drehmoment: 9,5 mkp (93 Nm) bei 4200/min. Damit erreichten die Fahrzeuge eine Höchstgeschwindigkeit von 160 km/h, einen Wert, der sie in die Nähe von Porsche- und Alfa-Romeo-Sportwagen brachte. Der 1204 TS beschleunigte aus dem Stand auf 100 km/h in 11,9 Sekunden. Der im Test ermittelte Verbrauch lag bei 10,9 Liter/100 km. Die vorderen Scheibenbremsen waren jetzt serienmäßig, ihnen wurden „gute Verzögerungswerte bei niedriger Pedalkraft“ nachgesagt. Mit dem 1204 TS bot Glas für 6.980 DM (Mai 1964) ein sportliches und gut ausgestattetes Auto, wie es sonst nur in der Preisklasse um 10.000 DM und höher zu haben war.
1964 erzielte der Glas 1204 TS motorsportliche Erfolge. Unter anderem wurde er mit Gerhard Bodmer am Steuer Achter im Gesamtklassement der 86 gestarteten Wagen beim 500-km-Rennen auf dem Nürburgring und gewann die Klasse der Tourenwagen bis 1300 cm³ mit einem Schnitt von 112,2 km/h. Ebenso erfolgreich waren Bodmer/Schmidt beim 24-Stunden-Rennen von Spa-Francorchamps; sie erreichten auch hier den achten Platz in der Gesamtwertung (Schnitt 143,791 km/h) und beendeten den Wettbewerb als Klassensieger vor Lambrechts/Mombaerts (ebenfalls Glas 1204 TS), die Zwölfte im Gesamtklassement wurden.

## 1304 TS
Im März 1965 übernahm man den 1290-cm³-Motor mit 55 kW (75 PS) aus dem Glas GT in die Limousine. Im September wurde die Motorleistung auf 62,5 kW (85 PS) erhöht. Damit war das Spitzenmodell der Baureihe entstanden, dessen Höchstgeschwindigkeit 168 km/h betrug.

## 1304 / S 1304
Im September des gleichen Jahres erschien eine gedrosselte Variante des 1,3-Liter-Motors mit nur noch 44 kW (60 PS). Neben der 1304-Limousine gab es den S 1304 als Coupé und als Cabriolet.

## 1004
Ebenfalls ab September 1965 wurde als Einstiegsmodell eine Limousine mit dem auf 29 kW (40 PS) gedrosselten 992-cm³-Motor des Modells 1004 TS angeboten.

## 1004 CL / 1304 CL

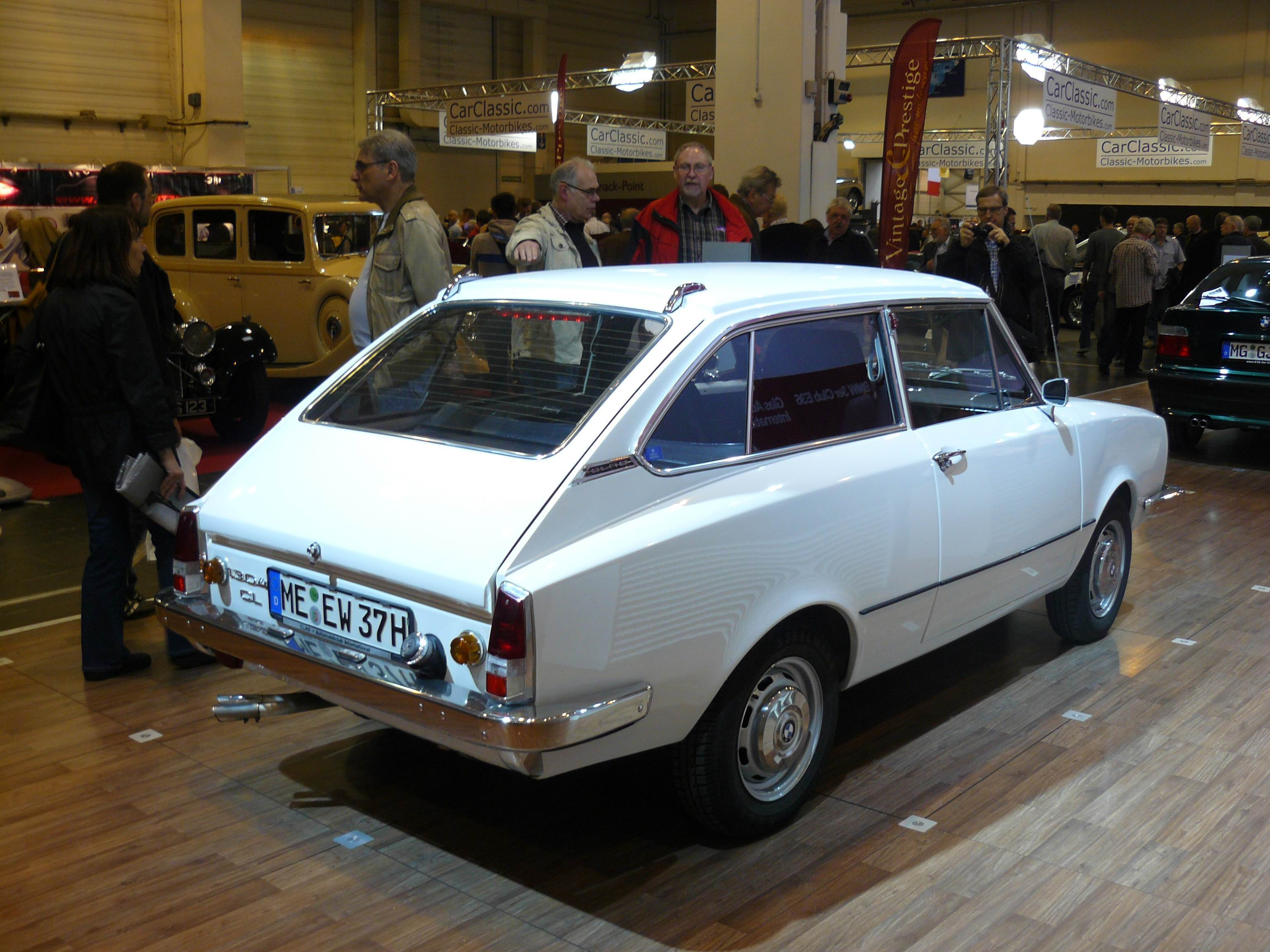
Glas 1304 CL 1967

Im August 1966 erschienen zwei Kombilimousinen mit Schrägheck und einer oben angeschlagenen Heckklappe, die von den Limousinen abgeleitet waren. Diese wegweisende Karosserieform wurde mit diesen Fahrzeugen erstmals von einem deutschen Hersteller in Serie gebracht, verhalf der Baureihe aber nicht zum erhofften Erfolg. Wegen des kurzen Radstandes war im Innenraum nicht viel Platz, besonders auf den Rücksitzen. Die Fahrzeuge wurden mit den Motoren der Typen 1004 (29 kW) oder 1304 (44 kW) ausgestattet.
Während die anderen Varianten spätestens im Dezember 1967 eingestellt wurden, fertigte man die CL-Modelle noch bis April 1968, zuletzt unter BMW-Regie. Insgesamt wurden von der Baureihe 1004/1204/1304 in fünfeinhalb Jahren 38.507 Fahrzeuge hergestellt.

## Varianten

### Abmessungen
- Limousine und CL: Länge 3835 mm, Breite 1500 mm, Höhe 1370 mm, Radstand 2100 mm
- Coupé und Cabrio: Länge 3835 mm, Breite 1500 mm, Höhe 1355 mm, Radstand 2100 mm

### Technische Daten
| Typ       | Bauform    | Bauzeitraum     | Hubraum  | Leistung              | Vmax     | Gewicht | Beschleunigung (0–100 km/h) | Verbrauch     |
| --------- | ---------- | --------------- | -------- | --------------------- | -------- | ------- | --------------------------- | ------------- |
| 1004      | Limousine  | 09/1965–08/1967 | 992 cm³  | 29 kW (40 PS)         | 130 km/h | 760 kg  | 26 s                        | 8,5 l/100 km  |
| S 1004    | Coupé      | 08/1962–05/1965 | 992 cm³  | 31 kW (42 PS)         | 135 km/h | 750 kg  | 26 s                        | 6,8 l/100 km  |
| S 1004    | Cabriolet  | 01/1963–07/1967 | 992 cm³  | 29–31 kW (40–42 PS)   | 135 km/h | 775 kg  | 26 s                        | 6,8 l/100 km  |
| 1004 CL   | Schrägheck | 08/1966–08/1967 | 992 cm³  | 29 kW (40 PS)         | 130 km/h | 800 kg  | 26 s                        | 9,5 l/100 km  |
| 1004 TS   | Coupé      | 11/1963–07/1965 | 992 cm³  | 47 kW (64 PS)         | 150 km/h | 750 kg  | 16 s                        | 9,7 l/100 km  |
| 1004 TS   | Cabriolet  | 11/1963–07/1965 | 992 cm³  | 47 kW (64 PS)         | 150 km/h | 775 kg  | 16 s                        | 9,7 l/100 km  |
| 1204      | Limousine  | 01/1963–07/1965 | 1189 cm³ | 39 kW (53 PS)         | 140 km/h | 760 kg  | 17 s                        | 9,0 l/100 km  |
| S 1204    | Coupé      | 01/1963–07/1965 | 1189 cm³ | 39 kW (53 PS)         | 140 km/h | 750 kg  | 17 s                        | 8,5 l/100 km  |
| S 1204    | Cabriolet  | 01/1963–07/1965 | 1189 cm³ | 39 kW (53 PS)         | 140 km/h | 775 kg  | 17 s                        | 8,5 l/100 km  |
| 1204 TS   | Limousine  | 11/1963–07/1965 | 1189 cm³ | 51 kW (70 PS)         | 160 km/h | 760 kg  | 13 s                        | 10,5 l/100 km |
| S 1204 TS | Coupé      | 11/1963–07/1965 | 1189 cm³ | 51 kW (70 PS)         | 160 km/h | 750 kg  | 13 s                        | 10,5 l/100 km |
| S 1204 TS | Cabriolet  | 11/1963–07/1965 | 1189 cm³ | 51 kW (70 PS)         | 160 km/h | 775 kg  | 13 s                        | 10,5 l/100 km |
| 1304      | Limousine  | 09/1965–12/1967 | 1290 cm³ | 44 kW (60 PS)         | 148 km/h | 760 kg  | 16,5 s                      | 7,9 l/100 km  |
| S 1304    | Coupé      | 09/1965–12/1967 | 1290 cm³ | 44 kW (60 PS)         | 148 km/h | 750 kg  | 16,5 s                      | 7,9 l/100 km  |
| S 1304    | Cabriolet  | 09/1965–12/1967 | 1290 cm³ | 44 kW (60 PS)         | 148 km/h | 775 kg  | 16,5 s                      | 7,9 l/100 km  |
| 1304 CL   | Schrägheck | 08/1966–04/1968 | 1290 cm³ | 44 kW (60 PS)         | 148 km/h | 810 kg  | 16 s                        | 8,5 l/100 km  |
| 1304 TS   | Limousine  | 03/1965–08/1967 | 1290 cm³ | 55–62,5 kW (75–85 PS) | 168 km/h | 790 kg  | 12 s                        | 9,8 l/100 km  |

### Produktionszahlen
- 1004 Limousine: 2.431 Stück
- S 1004 Coupé + S 1004 TS Coupé: 3.449 Stück
- S 1004 Cabriolet + S 1004 TS Cabriolet: 1.733 Stück
- 1004 CL: 1.733 Stück
- 1204 Limousine + 1204 TS Limousine: 14.392 Stück
- S 1204 Coupé + S 1204 TS Coupé: 2.463 Stück
- S 1204 Cabriolet + S 1204 TS Cabriolet: 47 Stück
- 1304 Limousine + 1304 TS Limousine: 5.460 Stück
- S 1304 Coupé: 3 Stück
- S 1304 Cabriolet: 300 Stück
- 1304 CL: 6.496 Stück